# Thủ hiến (Ấn Độ)
Thủ hiến Ấn Độ là người đứng đầu chính phủ hành pháp cấp tiểu bang của Ấn Độ. Theo Hiến pháp Ấn Độ quy định Thống đốc là người de jure tiểu bang, nhưng de facto hành pháp thuộc về Thủ hiến. Sau cuộc bầu cử Nghị viện lập pháp, Thống đốc thường mới các đảng (hoặc liên minh) đa số thành lập chính phủ. Thủ hiến được bổ nhiệm và tuyên thệ trước Thống đốc, và Hội đồng bộ trưởng là cơ quan lãnh đạo tập thể chịu trách nhiệm chung trước Nghị viện. Dựa trên hệ thống Westminster, thủ hiến tại nhiệm dựa theo lòng tin của Nghị viện, nhiệm kỳ của Hội đồng bộ trưởng là 5 năm, không có giới hạn cho số nhiệm kỳ của thủ hiến.

## Điều kiện
Hiến pháp của Ấn Độ đặt ra nguyên tắc phẩm chất đủ điều kiện để vào văn phòng của thủ hiến.
Thủ hiến đủ điều kiện:
- Là công dân Ấn Độ.
- Ít nhất 25 tuổi.
- Phải là thành viên của cơ quan lập pháp tiểu bang. Nếu không phải thành viên của cơ quan lập pháp tiểu bang thì cần Thống đốc ký.

## Bầu cử
Do Thủ hiến được bầu từ Nghị viện lập pháp tiểu bang. Theo thủ tục nghị viện bỏ phiếu tín nhiệm bầu Thủ hiến và Thống đốc bổ nhiệm.

## Đãi ngộ
Điều 164 Hiến pháp Ấn Độ quy định, thù lao của Thủ hiến và các bộ trưởng tiểu bang do Nghị viện tiểu bang tương ứng quyết định. Vì vậy chế độ đãi ngộ tùy thuộc vào tiểu bang.

## Danh sách Thủ hiến
| Andhra Pradesh (danh sách)    | N. Chandrababu Naidu  |                                         | 8 tháng 6 năm 2014 (10 năm, 287 ngày)   | Đảng Telugu Desam                      |   | [ 1 ]                 |                      |                                 |                                       |                           |  |        |
| Arunachal Pradesh (danh sách) | Nabam Tuki            | –                                       | 1 tháng 11 năm 2011 (13 năm, 141 ngày)  | Đảng Quốc Đại Ấn Độ                    |   | [ 2 ]                 |                      |                                 |                                       |                           |  |        |
| Assam (danh sách)             | Tarun Gogoi           |                                         | 17 tháng 5 năm 2001 (23 năm, 309 ngày)  | Đảng Quốc Đại Ấn Độ                    |   | [ 3 ]                 |                      |                                 |                                       |                           |  |        |
| Bihar (danh sách)             | Nitish Kumar          | Tập tin:Nitish Kumar (cropped).jpg      | 22 tháng 2 năm 2015 (10 năm, 28 ngày)   | Janata Dal (Liên minh)                 |   | [ 4 ]                 |                      |                                 |                                       |                           |  |        |
| Chhattisgarh (danh sách)      | Raman Singh           |                                         | 7 tháng 12 năm 2003 (21 năm, 105 ngày)  | Đảng Bharatiya Janata                  |   | [ 5 ]                 |                      |                                 |                                       |                           |  |        |
| Delhi (danh sách)             | Arvind Kejriwal       |                                         | 14 tháng 2 năm 2015 (10 năm, 36 ngày)   | Đảng Aam Aadmi                         |   | [ 6 ]                 |                      |                                 |                                       |                           |  |        |
| Goa (danh sách)               | Laxmikant Parsekar    | –                                       | 8 tháng 11 năm 2014 (10 năm, 134 ngày)  | Đảng Bharatiya Janata                  |   | [ 7 ]                 |                      |                                 |                                       |                           |  |        |
| Gujarat (danh sách)           | Anandiben Patel       |                                         | 22 tháng 5 năm 2014 (10 năm, 304 ngày)  | Đảng Bharatiya Janata                  |   | [ 8 ]                 |                      |                                 |                                       |                           |  |        |
| Haryana (danh sách)           | Manohar Lal Khattar   | xxxx100px]]                             | 26 tháng 10 năm 2014 (10 năm, 147 ngày) | Đảng Bharatiya Janata                  |   | [ 9 ]                 |                      |                                 |                                       |                           |  |        |
| Himachal Pradesh (danh sách)  | Virbhadra Singh       |                                         | 25 tháng 12 năm 2012 (12 năm, 87 ngày)  | Đảng Quốc Đại Ấn Độ                    |   | [ 10 ]                |                      |                                 |                                       |                           |  |        |
| Jammu và Kashmir (danh sách)  | Mufti Mohammad Sayeed | xxxx100px]]                             | 1 tháng 3 năm 2015 (10 năm, 21 ngày)    | Đảng Dân chủ Nhân dân Jammu và Kashmir |   | [ 11 ]                |                      |                                 |                                       |                           |  |        |
| Jharkhand (danh sách)         | Raghuvar Das          | xxxx100px]]                             | 28 tháng 12 năm 2014 (10 năm, 84 ngày)  | Đảng Bharatiya Janata                  |   | [ 12 ]                |                      |                                 |                                       |                           |  |        |
| Karnataka (danh sách)         | Siddaramaiah          |                                         | 13 tháng 5 năm 2013 (11 năm, 313 ngày)  | Đảng Quốc Đại Ấn Độ                    |   | [ 13 ]                |                      |                                 |                                       |                           |  |        |
| Kerala (danh sách)            | Oommen Chandy         |                                         | 18 tháng 5 năm 2011 (13 năm, 308 ngày)  | Đảng Quốc Đại Ấn Độ                    |   | [ 14 ]                |                      |                                 |                                       |                           |  |        |
| Madhya Pradesh (danh sách)    | Shivraj Singh Chouhan |                                         | 29 tháng 11 năm 2005 (19 năm, 113 ngày) | Đảng Bharatiya Janata                  |   | [ 15 ]                |                      |                                 |                                       |                           |  |        |
| Maharashtra (danh sách)       | Devendra Fadnavis     |                                         | 31 tháng 10 năm 2014 (10 năm, 142 ngày) | Đảng Bharatiya Janata                  |   | [ 16 ]                |                      |                                 |                                       |                           |  |        |
| Manipur (danh sách)           | Okram Ibobi Singh     | Tập tin:Okram Ibobi Singh (cropped).jpg | 2 tháng 3 năm 2002 (23 năm, 20 ngày)    | Đảng Quốc Đại Ấn Độ                    |   | [ 17 ]                |                      |                                 |                                       |                           |  |        |
| Meghalaya (danh sách)         | Mukul Sangma          | –                                       | 20 tháng 4 năm 2010 (14 năm, 336 ngày)  | Đảng Quốc Đại Ấn Độ                    |   | [ 18 ]                |                      |                                 |                                       |                           |  |        |
| Mizoram (danh sách)           | Lal Thanhawla         | –                                       | 7 tháng 12 năm 2008 (16 năm, 105 ngày)  | Đảng Quốc Đại Ấn Độ                    |   | [ 19 ]                |                      |                                 |                                       |                           |  |        |
| Nagaland (danh sách)          | T. R. Zeliang         | xxxx100px]]                             | 24 tháng 5 năm 2014 (10 năm, 302 ngày)  | Mặt trận Nhân dân Naga                 |   | [ 20 ]                |                      |                                 |                                       |                           |  |        |
| Odisha (danh sách)            | Naveen Patnaik        |                                         | 5 tháng 3 năm 2000 (25 năm, 17 ngày)    | Biju Janata Dal                        |   | [ 21 ]                |                      |                                 |                                       |                           |  |        |
| Puducherry (danh sách)        | N. Rangaswamy         |                                         | 16 tháng 5 năm 2011 (13 năm, 310 ngày)  | Đại hội N.R. Toàn Ấn                   |   | [ 22 ]                |                      |                                 |                                       |                           |  |        |
| Punjab (danh sách)            | Parkash Singh Badal   |                                         | 1 tháng 3 năm 2007 (18 năm, 21 ngày)    | Shiromani Akali Dal                    |   | [ 23 ]                |                      |                                 |                                       |                           |  |        |
| Rajasthan (danh sách)         | Vasundhara Raje       |                                         | 13 tháng 12 năm 2013 (11 năm, 99 ngày)  | Đảng Bharatiya Janata                  |   | [ 24 ]                |                      |                                 |                                       |                           |  |        |
| Sikkim (danh sách)            | Pawan Kumar Chamling  | –                                       | 12 tháng 12 năm 1994 (30 năm, 100 ngày) | Mặt trận Dân chủ Sikkim                |   | [ 25 ]                |                      |                                 |                                       |                           |  |        |
| Tamil Nadu (danh sách)        | MK Stalin             | Tập tin:MK Stalin.jpg                   | 6 tháng 5 năm 2021 (3 năm, 320 ngày)    | Dravida Munnetra Kazhagam Toàn Ấn      | - | Telangana (danh sách) | K. Chandrashekar Rao | Tập tin:K chandrashekar rao.jpg | 2 tháng 6 năm 2014 (10 năm, 293 ngày) | Telangana Rashtra Samithi |  | [ 26 ] |
| Tripura (danh sách)           | Manik Sarkar          |                                         | 11 tháng 3 năm 1998 (27 năm, 11 ngày)   | Đảng Cộng sản Ấn Độ (Marxist)          |   | [ 27 ]                |                      |                                 |                                       |                           |  |        |
| Uttar Pradesh (danh sách)     | Akhilesh Yadav        |                                         | 15 tháng 3 năm 2012 (13 năm, 7 ngày)    | Đảng Samajwadi                         |   | [ 28 ]                |                      |                                 |                                       |                           |  |        |
| Uttarakhand (danh sách)       | Harish Rawat          | –                                       | 1 tháng 2 năm 2014 (11 năm, 49 ngày)    | Đảng Quốc Đại Ấn Độ                    |   | [ 29 ]                |                      |                                 |                                       |                           |  |        |
| Tây Bengal (danh sách)        | Mamata Banerjee       |                                         | 20 tháng 5 năm 2011 (13 năm, 306 ngày)  | Đại hội Trinamool Toàn Ấn              |   | [ 30 ]                |                      |                                 |                                       |                           |  |        |

1. ↑  Cột này ghi tên Đảng của Thủ hiến. Chính quyền tiểu bang có thể liên minh hỗn hợp nhiều đảng và độc lập. Nhưng không được ghi ở đây.